# Maria Antonieta de Borbó-Dues Sicílies (1814-1898)
Maria Antonieta de Borbó-Dues Sicílies   (Palerm, 19 de desembre de 1814 - Gmunden, 7 de novembre de 1898) Princesa de les Dues Sicílies de la casa dels Borbó amb l'inherent tractament d'altesa reial.

## Biografia
Nascuda el dia 19 de desembre de 1814 a la ciutat de Palerm on la família reial de les Dues Sicílies es trobava exiliada arran de l'ocupació de la part continental del Regne per part dels exèrcits napoleònics. Filla del rei Francesc I de les Dues Sicílies i de la infanta Maria Isabel d'Espanya. Neta del rei Ferran I de les Dues Sicílies i de l'arxiduquessa Maria Carolina d'Àustria per via paterna mentre que per via materna ho era del rei Carles IV d'Espanya i de la princesa Maria Lluïsa de Borbó-Parma.
Pocs mesos després del seu naixement, la família reial de les Dues Sicílies es traslladà a viure a Nàpols com a conseqüències de recuperar la part napolitana del Regne arran del Congrés de Viena.
El dia 7 de juny de 1833 es casà a Nàpols amb el gran duc Leopold II de Toscana, membre de la dinastia dels Àustria-Toscana, era fill del gran duc Ferran III de Toscana i de la princesa Lluïsa de Borbó-Dues Sicílies. Per tant, tant Maria Antonieta com Leopold eren nets del rei Ferran I de les Dues Sicílies i de la seva muller, l'arxiduquessa Maria Carolina d'Àustria; en conseqüència eren cosins.
La parella s'establí a Florència on tingueren deu fills:
- SAIR l'arxiduquessa Maria Isabel d'Àustria-Toscana, nada a Florència el 1834 i morta a Lucerna el 1901. Es casà amb el príncep Francesc de Borbó-Dues Sicílies, comte de Trapani.

- SM el gran duc Ferran IV de Toscana, nat a Florència el 1835 i mort a Salzburg el 1908. Es casà en primeres núpcies amb la princesa Anna de Saxònia i amb segones núpcies amb la princesa Alícia de Borbó-Parma.

- SAIR l'arxiduquessa Maria Teresa d'Àustria-Toscana, nada el 1836 a Florència i mort a la capital de l'Arno el 1838.

- SAIR l'arxiduquessa Maria Cristina d'Àustria-Toscana, nada a Florència el 1838 i morta a Florència el 1849.

- SAIR l'arxiduc Carles Salvador d'Àustria-Toscana, nat a Florència el 1839 i mort a Viena el 1892. Es casà amb la princesa Immaculada de Borbó-Dues Sicílies.

- SAIR l'arxiduquessa Maria Anna d'Àustria-Toscana, nada a Florència l'any 1840 i morta el 1841.

- SAIR l'arxiduc Rainier d'Àustria-Toscana, nat a Florència el 1842 i mort el 1844.

- SAIR l'arxiduquessa Maria Lluïsa d'Àustria-Toscana, nada a Florència el 1845 i morta a Hanau el 1917. Es casà amb el príncep Carles d'Isenburg-Büdingen.

- SAIR l'arxiduc Lluís Salvador d'Àustria-Toscana, nat a Florència el 1847 i mort al Castell de Brandeis a Bohèmia el 1915.

- SAIR l'arxiduc Joan d'Àustria-Toscana, nat a Florència el 1852, el seu cos mai no fou trobat i fou donat per desaparegut l'any 1890.

L'any 1860, el gran ducat de Toscana caigué en mans dels piemontesos i posteriorment fou annexat al Regne de nova factura d'Itàlia dirigit per la dinastia dels Savoia. Maria Antonieta i el seu espòs, que havia renunciat al tron en favor del seu fill, el gran duc Ferran IV de Toscana, s'exiliaren a Roma.
El gran duc Leopold II trobà la mort durant el seu exili romà l'any 1870, escassos dies abans que les tropes piemonteses ocupessin el Laci i la capital vaticana. Maria Antonieta s'acollí a l'hospitalitat de l'emperador Francesc Josep I d'Àustria que es feu càrrec de la família reial de Toscana.
Maria Antonieta morí a Orth el dia 7 de novembre de l'any 1898 a l'edat de 84 anys.